# Lamoral de Courtejoye
Lamoral de Courtejoye, mort le 27 mars 1686, est un noble hesbignon ayant vécu au XVIIe siècle et ayant régné sur la seigneurie de Grâce-Berleur. 

## Biographie
Fils aîné de Jean V de Courtejoye et de Marguerite de Boubay, son contrat de mariage date du 16 mars 1644. Il y porte le titre de seigneur et son père est toujours en vie. Le futur marié dit posséder : « la terre et la seigneurie de Grâce et Berleur consistant en deux villages avec justice moyenne, haute et basse, pouvoir de commettre maïeur et échevins » et il ajoute être propriétaire « d'un château environné d'eau et d'une basse court ». Les apports de la future mariée Anne-Marie d'Oyembrugge de Duras, chanoinesse du chapitre de Sainte-Begge et d'Andenne, fille de Jean d'Oyembrugge de Duras et d'Anne de la Kethulle, consistent surtout en rentes. L'acte fut passé au château de Seilles
On lui connaît quatre enfants : Maximilien-Henri, qui lui succédera à la tête de la seigneurie; Jean, décédé le 29 novembre 1648; Anne-Marie-Hermelinde, baronne de Courtejoye et de Grâce qui avait épousé, le 20 octobre 1669, Charles Artus de la Marck, baron d'Othée et Marguerite Émilie de Courtejoye qui épousa Balthazar de Rambach, gouverneur de Saint-Trond et commandant des troupes du prince-évêque de Liège et qui mourut le 24 mars 1731.
Il fait relief à la suite de la mort de son père, le 26 mars 1647.
Il siège à l’État Noble et à la fin de l'année 1650, ses collègues le désignent membre du Tribunal des XXII.
Le 30 juillet 1651, vers six heures du soir, le seigneur, assisté de valets, se présente à la terre du Mavy, où une émeute populaire avait éclaté. Le seigneur fut mis en fuite, on lui lança des pots de bière et l'un de ses valets fut blessé au couteau.
Le 29 juin 1673, il cède à son fils, Maximilien-Henri, des droits sur des charbonnages. Il révoqua cette donation le 23 janvier 1677.
Il mourut le 27 mars 1686 à Grâce-Berleur, « aux deux heures et demie après-midi' ». Il « a esté porté en terre le 29 dudit mois par la justice dudit Grâce en l'église parochiale ».

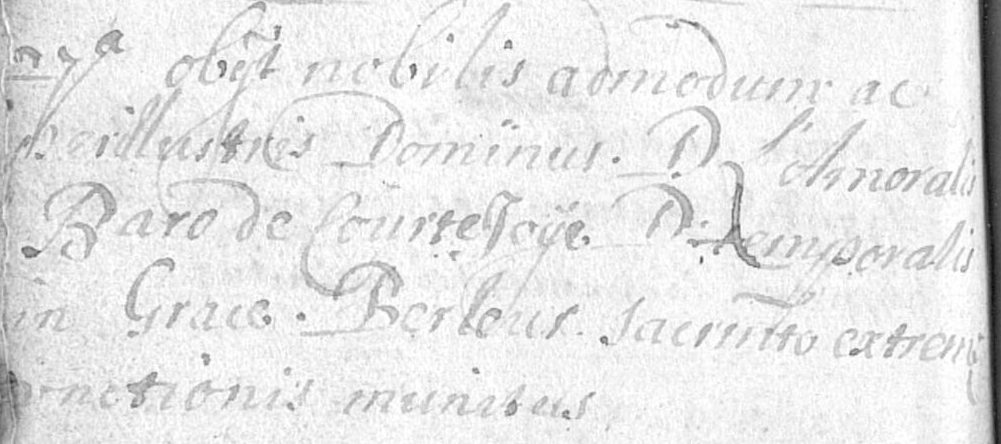
Acte de décès de Lamoral de Courtejoye

Anne-Marie d'Oyembrugge de Duras mourut le 11 août 1693.